# Giacomo di Lello di Cecco
Giacomo di Lello di Cecco, in latino: Iacobus Lelli Cecchi (Roma, 1400 circa – Roma, dopo il 1464), è stato un mercante e politico italiano.

## Biografia
Giacomo faceva parte di una ricca famiglia romana di estrazione popolare: suo padre Lello (morto nel 1420), era speziale e titolare di un banco di pegni nel rione Sant'Eustachio; suo nonno Cecco, era un facoltoso mercante che nel 1349 sottoscrisse gli statuti dell'arte della lana; suo  fratello Massimo, che ricoprì qualche incarico pubblico a Roma (fu notaio della corporazione degli speziali, caporione e conservatore) sarà il primo a fregiarsi del nome di famiglia «de Maximis» le cui origini, qualche decennio dopo, una falsificazione genealogica farà risalire alla Gens Fabia dell'antica Roma. 
A differenza del fratello Massimo, che apparteneva all'establishment pontificio, Giacomo sembra critico verso la signoria pontificia e fautore delle libertà repubblicane. Si spiega in tal modo l'adesione di Giacomo alla congiura di Stefano Porcari contro papa Niccolò V nel 1453. Sebbene l'adesione di Giacomo alla congiura possa essere spiegata dall'aver sposato la sorella del Porcari, tale adesione dovette avere anche motivazioni di ordine politico poiché Giacomo aveva venduto perfino una abitazione di sua proprietà per acquistare armi. A differenza dei principali congiurati tuttavia Giacomo non fu condannato a morte, ma alla sola confisca dei beni. Dalla sua partecipazione alla congiura ebbe tuttavia fastidi anche il fratello Massimo, sospeso dagli incarichi pubblici. Probabilmente per questo motivo i rapporti fra i due fratelli non furono più buoni, visto che nel maggio 1464 Giacomo e Massimo furono in causa per l'eredità dell'altro fratello Paolo. Dopo questa data non si hanno più notizie di Giacomo.